# Man-Size
«Man-Size» —en españolː Talla de hombre— es una canción de la cantante y compositora británica PJ Harvey, publicada en julio de 1993 por la compañía discográfica Island Records como el segundo y último sencillo encargado de promocionar Rid of Me, su segundo álbum de estudio. La canción llegó al puesto 42 en la lista de sencillos del Reino Unido.
Al igual que todas las canciones de Rid of Me, «Man-Size» fue escrita por Harvey y producida por Steve Albini, siendo grabada junto al resto del álbum durante diciembre de 1992 en los Pachyderm Studios en Cannon Falls, Minnesota, Estados Unidos.

## Publicación y lados B
El sencillo vio la luz durante julio de 1993, siendo publicado por Island Records en formato de vinilo de 12" y en sencillo en CD, junto con los lados B «Wang Dang Doodle», un cover de Howlin' Wolf (grabada para John Peel en la BBC Radio 1) y «Daddy»; esta última canción aparecería dos años después en la edición especial de To Bring You My Love (1995), el tercer álbum de Harvey. La versión demo de «Man-Size» apareció anteriormente como lado b en el sencillo «50ft Queenie».
Una versión alternativa, titulada «Man-Size Sextet» también fue incluida en Rid of Me, pero no fue grabada por Albini, siendo producida por Harvey, Rob Ellis y Head. Difiere musicalmente ya que esta prescinde del bajo, la guitarra y la batería ya que Harvey canta el tema solo acompañada por un chelo. Dicha versión fue comparada por el crítico de AllMusic, Stewart Mason, con «Eleanor Rigby» de The Beatles.
«Man-Size» alcanzó la posición número 42 en el Reino Unido, 15 posiciones menos que el sencillo predecesor, «50ft Queenie», que llegó al puesto 27 y al igual que este, no logró ingresar en ninguno de los listados de Estados Unidos.

## Vídeo musical
El vídeo musical de «Man-Size» fue el cuarto dirigido consecutivamente por Maria Mochnacz. Grabado en blanco y negro, los primeros segundos comienzan con Harvey bailando sujetando un vestido mientras lleva una rosa en la boca (dicha imagen fue fotografiada por Mochnacz para la portada del sencillo). Posteriormente, y en la mayoría del transcurso del clip, Harvey interpreta la canción ataviada con una polera y en ropa interior en una habitación sentada en una silla. Al igual que el clip de «50ft Queenie», apareció en un episodio de Beavis and Butt-Head. En 1994, fue incluido en el álbum en vídeo Reeling with PJ Harvey.

## Lista de canciones
| Sencillo en CD del Reino Unido y Estados Unidos 1. «Man-Size» - 3:19 (PJ Harvey) 2. «Wang Dang Doodle» - 3:16 (Willie Dixon) 3. «Daddy» - 3:17 (PJ Harvey, Rob Ellis) | Vinilo de 12" Europeo Lado A 1. «Man-Size» - 3:19 Lado B 1. «Wang Dang Doodle» - 3:16 2. «Daddy» - 3:17 |

## Posicionamiento en las listas
| País        | Lista (1993)       | Posición |
| ----------- | ------------------ | -------- |
| Australia   | ARIA Singles Chart | 201      |
| Reino Unido | UK Singles Chart   | 42       |

## Créditos
Todos los créditos se han adaptado a partir de las notas de Rid of Me.
| PJ Harvey Trio - PJ Harvey - voz, guitarra - Steve Vaughan - bajo - Rob Ellis - batería, percusión Técnicos - Steve Albini - productor, ingeniería, mezcla. - John Loder - masterización. | Diseño - Maria Mochnacz - fotografía. |